# Tolmerolestes rosrianus
Tolmerolestes rosrianus är en tvåvingeart som beskrevs av Carrera 1959. Tolmerolestes rosrianus ingår i släktet Tolmerolestes och familjen rovflugor. Inga underarter finns listade i Catalogue of Life.